# Papilio maackii
Papilio maackii is een vlinder uit de familie van de pages (Papilionidae) en komt voor in Oost-Azië. De spanwijdte bedraagt ongeveer 70 tot 80 millimeter.
Waardplanten van de rupsen zijn onder meer Phellodendron amurensis, Zanthoxylum ailanthoides en Phellodendron amurense